# هان كانغ
هان كانغ (الكورية: 한강) (27 نوفمبر 1970) روائية كورية جنوبية فازت بجائزة مان بوكر الدولية في عام 2016 عن روايتها النباتية. حصلت على جائزة نوبل في الآداب لعام 2024 "لنثرها الشعري المكثف الذي يواجه الصدمات التاريخية ويكشف هشاشة الحياة البشرية". مترجم لها بالعربي رواية "النباتية" ورواية "أفعال بشرية" ورواية "الكتاب الأبيض".
وحققت هان كانغ نجاحًا عالميًا بروايتها The Vegetarian "النباتية" عام 2007. ويصور الكتاب المؤلّف من ثلاثة أجزاء العواقب العنيفة لرفض بطلة الرواية يونغ هاي أكل اللحوم، مما جعل محيطها ينبذها بقساوة.

## التعليم
هان كانغ هي ابنة الروائي هان سيونغ وون. ولدت في 27 نوفمبر 1970 في جوانجو وانتقلت إلى سيوري عندما كانت طفلة (التي تتحدث في روايتها "دروس اليونانية") في سيول. شقيقها هان دونغ ريم كاتب أيضًا. درست الأدب الكوري في جامعة يونسي. في عام 1998 التحقت هانغ ببرنامج الكتابة الدولي بجامعة أيوا. اهتمت هان كانغ بالفن والموسيقى، فانعكس ذلك على أسلوبها في الكتابة.

## حياة مهنية
بدأت كانغ مسيرتها المهنية في مجال النشر عندما ظهرت خمس من قصائدها، بما في ذلك "الشتاء في سيول"، في عدد شتاء 1993 من مجلة الأدب والمجتمع الفصلية. ظهرت لأول مرة في مجال الرواية في العام التالي عندما أصبحت قصتها القصيرة"المرساة القرمزية" (بالإنجليزية: The Scarlet Anchor) هي المشاركة الفائزة في مسابقة سيول شينمون الأدبية الربيعية.

## أسلوبها
حسب لجنة التحكيم جائزة مان بوكر الدولية، نجحت الكاتبة في إظهار التلاحم الطريف بين الجمال والرعب عبر قصة مركزة ودقيقة ومروعة، وفي عام 2024 حصلت هان على جائزة نوبل في الأدب من الأكاديمية السويدية عن "نثرها الشعري المكثف الذي يواجه الصدمات التاريخية ويكشف هشاشة الحياة البشرية". وقال السكرتير الدائم للأكاديمية السويدية ماتس مالم، خلال الحفل، إن الكاتبة «تتمتع هان بوعي فريد حول الروابط بين الجسد والروح، وبين الأحياء والأموات، وتتميز بأسلوبها الشعري والتجريبي الذي جعلها رائدة في النثر المعاصر.»

## الجوائز
- جائزة سيول شينمون الأدبية الربيعية.
- جائزة يي سانغ الأدبية (2005).
- جائزة الفنان الشاب اليوم.
- جائزة رواية الأدب الكوري.
- جائزة مان بوكر الدولية 2016.
- جائزة نوبل في الأدب 2024.

## اقتباسات
"كلُ لحظةٍ هي قفزةٌ إلى الأمامِ من فوقِ جرفٍ غير مرئيّ حيث تتجدّدُ حوافُ الزمنِ باستمرارٍ. نرفعُ أقدامَنا من على الأرضِ الصلبةِ للحياةِ التي عشنَاها حتى الآن، ونأخذُ الخطوةَ التالية المحفوفة بالمخاطرِ نحو المجهول، نحو الهواءِ الفارغِ. لا نفعلُ ذلك كي نثبتَ امتلاكَنا لشجاعةٍ من نوعٍ خاصٍّ بل لأنه لا يوجد أمامنا طريقٌ آخرُ. "

من رواية الكتاب الأبيض

## مؤلفاتها
- النباتية (رواية)، 2007 ترجمها للعربية محمود عبد الغفار، دار التنوير سنة 2018.[14]
- أفعال بشرية (رواية)  ترجمة محمد نجيب عن دار التنوير سنة 2020.[15]
- الكتاب الأبيض(رواية) ترجمت للعربية سنة 2019.[16]
- دروس اليونانية.

## روابط خارجية
- هان كانغ على موقع IMDb (الإنجليزية)
- هان كانغ على موقع مونزينجر (الألمانية)